# اتلبرت وسکس
اتلبرت (انگلیسی: Aethelberht یا Ethelbert، انگلیسی باستان: Æthelberht) (زادهٔ ۸۳۵ - درگذشتهٔ ۸۶۵ یا ۸۶۶) پادشاه ساکسون غربی (وسکس) از ۸۶۰ تا هنگام مرگش در ۸۶۵ یا ۸۶۶ بود.

## زندگی‌نامه
اتلبرت سومین پسر اتلولف و آسبور بود و در دوران حکومت پدرش در ۸۵۵ به فرمانروایی کنت، یکی از پادشاهی‌های تابعهٔ وسکس رسید. او پس از مرگ برادرش اتلبالد، شاه وسکس، در ۸۶۰ و چشم‌پوشی برادران کوچکترش اتلرد و آلفرد از مطالبات خود، فرمانروای واحد هر دو پادشاهی وسکس و کنت شد و در کینگستون-آپان-تیمز در سوری تاجگذاری کرد.
اتلبرت به مدت ۵ سال پادشاهی کرد و در این مدت حکومتش شاهد هجوم گستردهٔ وایکینگ‌های دانمارکی بود که کمی پس از تاجگذاری او حملات خود را از سر گرفته بودند. آنها در ۸۶۰ وینچستر، پایتخت وسکس را با خاک یکسان کردند و در ۸۶۵ کنت را ویران ساختند.
اتلبرت در ۸۶۵ یا ۸۶۶ درگذشت و در شربورن ابی واقع در دورست به‌خاک سپرده شد. پس از او برادرش اتلرد به پادشاهی وسکس رسید.